# Hydatophylax argus
Hydatophylax argus is een schietmot uit de familie Limnephilidae. De soort komt voor in het Nearctisch gebied.